# Yevgueni Salias de Tournemir

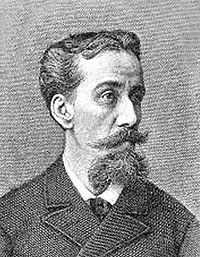
Yevgueni Salias de Tournemir

Yevgueni Andréyevich Salias de Tournemir (Moscú, 1841 - 1908), escritor ruso de novelas históricas, hijo de la escritora Yelizaveta Vasílievna Salias de Tournemir y sobrino del dramaturgo Aleksandr Sukhovo-Kobylin.

## Biografía
Era hijo primogénito del conde francés André Salias de Tournemir y su esposa rusa, también de la nobleza, Elizaveta Vasilievna (de soltera Sukhovo-Kobylina), quien más tarde se convirtió en una escritora bien conocida bajo la seudónimo Eugenya Tur; es más, su tío materno fue el filósofo y dramaturgo Aleksandr Sukhovo-Kobylin. Desde la infancia gozó de una vida placentera y de una exquisita educación, aunque su padre se arruinó al intentar producir vinos espumosos en Rusia y en 1844 fue expulsado del país por participar en un duelo. 
Se matriculó en la universidad de Moscú para estudiar derecho, pero fue expulsado por haber participado en revueltas estudiantiles (en 1861 fue uno de los tres estudiantes elegidos para viajar a San Petersburgo con una petición al zar Alejandro II). Viajó entonces por Europa, y extensamente por España (de lo que nació una serie de bocetos llamados Cartas desde España) e Italia (donde conoció al pintor Alexander Ivanov). Residió además en otros varios países europeos y conoció varias de sus lenguas y culturas estudiando en sus mejores universidades. En 1869 regresó a su país y en 1876 recibió la ciudadanía rusa. Fue durante un tiempo director de los Teatros Imperiales de Moscú y consiguió un trabajo en los archivos del Ministerio de Justicia. 
Empezó a publicar en la revista Biblioteca de Lecturas con su novela Xenia la maravillosa, dedicada a la figura de su madre y firmada con el seudónimo Vadim. Luego publicó Apuntes de viaje por España, 1874 y Caos hebreo, sin demasiado éxito. Pero su primera novela histórica fue todo un éxito, Los hombres de Pugachov, dedicada a la revuelta popular acaudillada por Yemelián Pugachov en el siglo XVIII, aunque debía bastante a Guerra y paz de León Tolstoy. Eso animó al autor a proseguir con otras obras en el género: Acto de San Petersburgo, El poeta Derzhavin, Los hermanos Orlov, La peste, La princesa de Vladímir, El hijo de Arakchéiev, Rosita, El Rubicón, El servidor de Dios, El señor Krol, Los trotamundos, dedicada a la secta del mismo nombre, La judía, Motín de bodas y un largo etcétera. Para el mundo hispano son de especial interés El don español y Los librepensadores. El año de 1874 Salias aceptó la oferta que le hizo el editor y periodista Mikhail Katkov para convertirse en director del periódico ruso Sankt-Peterburgskiye Vedomosti. Más tarde, en 1881, fundó su propia revista de corta duración Polyarnaya Zvesda / La estrella Polar, centrada en la historia y la literatura histórica. Tras haber compuesto docenas de novelas que le valieron una gran popularidad y el afecto del pueblo ruso, Salias de Tournemir murió después de una enfermedad prolongada en su casa de Moscú en la región de Pokrov Levshin, donde pasó los últimos 18 años de su vida. Fue enterrado en el cementerio de Novodevichy.
Su fecundidad hizo que en alguna ocasión le llamaran "el Dumas ruso". Pero la crítica rusa encontraba sus novelas defectuosas en cuanto a los hechos históricos, poco originales y, aunque vigorosas de color y acción, poco profunda de personajes. La primera edición de sus Obras completas, que debía abarcar 33 volúmenes, se detuvo en 1917 tras el volumen XX. En la época soviética, sus obras no fueron reeditadas ya que se consideraban promonárquicas y retrógradas.
El interés en Rusia por el legado de Salias de Tournemir aumentó drásticamente en la década de 1990, y muchas de sus novelas (en particular, Millon, El hijo de Arakcheyev y La princesa de Krutoyar) fueron reeditadas en 1995, seguidas de varias compilaciones. Su narrativa es amena y de gran calidad de página y su temática amplia y variada, lo que convirtió al autor en uno de los más leídos a fines del siglo XIX.